# Малый морской окунь
Малый морской окунь (лат. Sebastes viviparus) — вид морских лучепёрых рыб семейства скорпеновых (Scorpaenidae). Обитает в северо-восточной части Атлантического океана. Встречается на глубине до 300 м. Максимальная длина 35 см.

## Описание
Тело высокое, покрыто ктеноидной чешуёй. Голова большая с многочисленными шипами. Шипы на предкрышке направлены назад. Рот конечный, косой. Нижняя челюсть выдаётся вперёд, симфизиальный бугорок маленький.
Спинной плавник длинный с 14—16 колючими и 12—15 мягкими ветвистыми лучами. В анальном плавнике 3 колючих и 6—8 мягких лучей. Хвостовой плавник закруглённый. В боковой линии 30—33 чешуй. Позвонков 29—31.
Тело и голова окрашены в ярко-красный цвет, бока с коричневатым оттенком. Брюхо немного светлее. В верхней части тела проходят три поперечные тёмно-коричневые полосы. На заднем крае жаберной крышки расположено большое тёмно-коричневое пятно.
Максимальная длина тела 35 см.

## Биология
Морские придонные рыбы. Обитают над скалистыми грунтами. В летние месяцы перемещаются ближе к берегу. Питаются мелкими ракообразными и молодью рыб.

## Размножение
Малые морские окуни растут очень медленно и достигают половой зрелости только в возрасте 10—15 лет при длине тела 15—20 см. Живородящие рыбы с внутренним оплодотворением. После спаривания сперма сохраняется внутри самки в течение нескольких месяцев до оплодотворения икры. Вылупление происходит внутри самки, личинки вымётываются летом. Плодовитость от 10 до 30 тысяч личинок в зависимости от размера самок. Личинки при вымете имеют длину 3—4 мм.

## Ареал и места обитания
Распространены в северо-восточной части Атлантического океана. Встречаются у берегов Норвегии, Шотландии, Ирландии, Фарерских островов, севера Исландии. Обычны в Северном море. Редки в Ла-Манше и у восточной Гренладии. Обитают вблизи берегов на глубине от 10 до 300 м, чаще на глубине 50—150 м.

## Хозяйственное значение
Имеют ограниченное промысловое значение. Попадаются в качестве прилова при промысле других донных рыб. Реализуются в свежемороженом виде.